# Nuno Bico
Nuno Miguel Bico Alves Matos, nascido a 3 de julho de 1994, Foi um ciclista profissional português. correu pela equipa espanhola de categoria Profissional Continental a Burgos-BH.
Destacou se a sua vitória nos campeonatos nacionais sub-23 de Portugal em estrada em 2015.

## Nuno Bico termina a carreira de ciclista profissional aos 25 anos
O corredor despede-se precocemente aos 25 a retirada foi motivada por problemas numa artéria ilíaca. Numa publicação emocionada no Instagram, o corredor lembrou que depois de uma cirurgia em 2017, para corrigir o problema, tornou-se complicado "lidar com a dor" durante a Vuelta deste ano, em que se estreou em grandes Voltas. Acabou em último naquela que viria a ser a sua última prova.
"Foi um imenso prazer viver o sonho de fazer o que amo enquanto trabalho. Ao falar da dor com médicos mal cheguei a casa, aconselharam-me a abandonar". Nuno Bico agradeceu igualmente o apoio ao longo dos anos e lembrou a oportunidade de "pedalar por todo o mundo e conhecer pessoas incríveis".
O português correu em 2019 pela espanhola Burgos-BH, do ProContinental, após dois anos no World Tour com a Movistar.
Bico foi campeão nacional de fundo de sub-23 em 2015 e tem como um dos seus melhores resultados da carreira um 7º lugar na Volta ao Alentejo.

## Palmarés
- campeão nacional de ciclismo estrada sub-23

## Equipas
- Rádio Popular-Onda (2013-2015)
- Klein Constantia (2016)
- Movistar Team[1][2] (2017-2018)
- Burgos-BH[3] (2019)